# Caveolinas
As caveolinas compõem uma família de proteínas transmembrana (ou integrais) incomum, que inserem, cada uma, uma alça hidrofóbica na porção citosólica da membrana celular, mas que não se estende através desta. Elas estarão envolvidas em processos formação invaginante e/ou vesícula das cavéolas e estão envolvidas na endocitose independente do receptor . Elas são expressas de forma onipresente em mamíferos, mas seus níveis de expressão variam consideravelmente entre os tecidos . A família do gene da caveolina possui três membros em vertebrados: CAV1, CAV2 e CAV3, codificando as proteínas caveolina-1, caveolina-2 e caveolina-3, respectivamente. Atuando todas como proteínas de membrana de estrutura semelhante, que formam oligômeros ao se associar ao colesterol e esfingolipídios em regiões específicas da membrana celular dando origem às cavéolas.

## Função
São proteínas expressas de forma onipresente em muitos tipos de células e têm sido abundantemente estudadas como principais reguladoras da função e fisiologia celular .
As caveolinas participam em muitos processos celulares importantes, incluindo o transporte vesicular, a homeostase do colesterol, a transdução de sinal e a supressão tumoral. As caveolinas são encontradas predominantemente na membrana plasmática, mas também no Complexo de Golgi, no retículo endoplasmático, nas vesículas e em outras localizações citosólicas.
Das três isoformas de caveolinas, uma de maior destaque é a caveolina-1, com seu respectivo gene CAV-1, pertencente à família dos genes supressores de tumores. CAV-1  interage com um número de moléculas  transceptoras que regulam os passos de transformação celular maligna, também participando do ciclo celular e proliferação de células, entre outros .

## Relação com doenças

### Câncer
As caveolinas têm um papel paradoxal no desenvolvimento da formação do câncer. Elas estiveram envolvidas tanto na supressão do tumor quanto na oncogênese, dependendo do tipo de tumor e do estágio de progresso . A supressão persistente da cav-1 promove o surgimento de fenótipos patogênicos, e vários estudos a associam a estágios avançados de câncer de mama e próstata, metástase e prognóstico desfavorável.

### Coração e rins
O papel protetor da caveolina no ambiente de estresse agudo pode ser potencialmente onipresente. As caveolinas são fundamentais para a proteção do coração e rins, e pode regular vias de sinalização comuns. Ambas Cav-1 e Cav-3 foram mostradas  estar envolvidas na Hipertrofia cardíaca. A ausência de CAV-1 resulta em hipertrofia cardíaca e induz disfunção contrátil .

### Distrofia muscular
As vias de sinalização e as moléculas de sinalização que são afetados por níveis anormais de caveolina-3 levam a diferentes tipos de distrofia muscular .